# Bahe, Tibet
Bahe (kinesiska: 巴河, 巴河镇) är en köping i Kina. Den ligger i den autonoma regionen Tibet, i den sydvästra delen av landet, omkring 250 kilometer öster om regionhuvudstaden Lhasa. Antalet invånare är 2 926. Befolkningen består av 1 457 kvinnor och 1 469 män. Barn under 15 år utgör 25,0 %, vuxna 15-64 år 69 %, och äldre över 65 år 5,0 %.
Genomsnittlig årsnederbörd är 1 326 millimeter. Den regnigaste månaden är juni, med i genomsnitt 282 mm nederbörd, och den torraste är december, med 2 mm nederbörd.